# The Illuminator Art Collective
The Illuminator Art Collective és un projecte artístic concebut pel moviment Occupy Wall Street a la Ciutat de Nova York l'any 2011, tot i que la seva presentació oficial fou el 3 de març de 2012. Iniciat gràcies a una beca monetària inicial de Ben Cohen de la companyia Ben & Jerry, el grup adquirí i reaprofità una furgoneta Ford per transportar un projector de 12.000 lúmens. El col·lectiu fa ús de la furgoneta amb el projector per donar suport a moviments polítics i ha treballat amb grans organitzacions polítiques com Greenpeace, però acostuma a assistir també a moviments grassroots de la zona de Ciutat de Nova York. La seva feina ha estat coberta pels mitjans de comunicació de la costa est dels EUA i també per mitjans de comunicació britànics.

## Declaració de la seva missió
Segons la web oficial d'Illuminator, l'objectiu del projecte és "trencar els mites de la indústria de la informació i permetre les persones descobrir per ells mateixos què és el que el moviment 99% està lluitant". El març de 2014, membres de WNYC per exemple, van servir-se del projecte per difondre idees sobre el capitalisme tardà, la lluita contra la corrupció política i el dany mediambiental.

## Activitat
El 17 de novembre de 2012 Illuminator va projectar l'icònic logo "99%" a l'edifici de Verizon a Lower Manhattan, com a primera acció de difusió. L'acció va ser pensada per inspirar les protestes que se succeïren des de Zuccotti Park i que marxaren a través del Pont de Brooklyn⁣, ja que l'edifici de Verizon es veia clarament des d'aquella localització de la protesta.
El grup ha rebut atenció també per les projeccions que va fer pel 15 d'abril de 2013 i que van consistir en missatges de "solidaritat" amb les persones de Boston després de les Explosions a la Marató de Boston el 2013. Les projeccions van ser vistes a la Brooklyn Academy of Music.
L'abril de 2015, després que no fos aprovada una estàtua d'Edward Snowden al parc Fort Greene de Brooklyn i que fos enderrocada per la policia de Nova York (NYPD), el projecte Illuminator va col·locar una estàtua temporal "hologràfica" al seu lloc.
El 13 de desembre de 2020, Illuminator va projectar sobre l'edifici de TF Cornerstone a Long Island City, un seguit de missatges sobre l'actual crisi de l'habitatge de la ciutat i "per visualitzar les demandes d'un futur més just".

## Problemes legals
Com a mínim tres membres del projecte han estat retinguts per encontres amb la policia de Nova York en més d'una ocasió. El 8 de febrer de 2013, un membre d'Illuminator va ser arrestat després de projectar una imatge d'una urna electoral embotida de factures amb el símbol del dòlar en la façana d'apartaments del magnat Michael Bloomberg a Manhattan. Dos membres, Kyle Depew i Grayson Earle foren també arrestats amb càrrecs de publicitat il·legal el 9 de setembre de 2014 després de projectar al Museu Metropolità d'Art. El museu havia acceptat una donació de 60 milions de dòlars del bilionari David Koch, un reconegut negacionista del canvi climàtic. Durant la celebració del sopar per celebrar l'esdeveniment de la donació, el grup Illuminator va projectar "Koch = Caos de Clima" al museu. Els membres participants en l'acció foren arrestats i detinguts la mateixa nit, encara que els càrrecs van ser retirats poc després.